# 4-((1R,6R)-6-Isopropenyl-3-methyl-2-cyclohexen-1-yl)-5-pentyl-1,3-benzoldiol
4-[(1R,6R)-6-Isopropenyl-3-methyl-2-cyclohexen-1-yl]-5-pentyl-1,3-benzoldiol (IUPAC, auch: Abnormales Cannabidiol) ist eine chemische Verbindung aus der Gruppe der synthetischen Analoga und Regioisomer von Cannabidiol.
Im Gegensatz zu den meisten anderen Cannabinoide hat es gefäßerweiternde Wirkungen, senkt den Blutdruck und induziert Zellmigration, Zellproliferation und die Aktivierung der mitogenaktivierten Proteinkinase in Mikroglia, ohne psychoaktive oder sedierende Wirkungen hervorzurufen. Das Abn-CBD im Gegensatz zu Tetrahydrocannabinol (THC) nicht psychoaktive oder sedierende wirkt liegt daran, dass es sich im Gegensatz zu THC nicht als Agonist an den CB1-Cannabinoidrezeptoren bindet.
ABN-CDB hat 2 Stereozentren. Es gibt daher 4 Stereoisomere.

## Gewinnung und Darstellung
ABN-CDB kann durch Reaktion von p-Menthadien-(2,8)-ol-(1) mit Olivetol und N,N-Dimethylformamid-dineopentylacetal in Methylenchlorid gewonnen werden.

## Eigenschaften und Verwendung
Abnormales Cannabidiol wird aufgrund seiner Interaktion mit dem G-Protein-gekoppelten Rezeptor GPR55 in der neurowissenschaftlichen und zellulären Forschung eingesetzt. Es wirkt als Vasodilator.
Untersuchungen zu den Auswirkungen von abnormalem Cannabidiol bei Mäusen haben gezeigt, dass atypische Cannabinoide bei einer Reihe von entzündlichen Erkrankungen, darunter auch jenen des Magen-Darm-Trakts, therapeutisches Potenzial haben. Nach der Induktion einer Kolitis mittels Trinitrobenzolsulfonsäure wurde die Wundheilung sowohl von Endothel- als auch Epithelzellen aus menschlichen Nabelschnurvenen durch Abn-CBD verbessert.

## Geschichte
Abn-CBD wurde erstmals 1969 synthetisiert.  Seine biologischen Auswirkungen wurden 1977 beobachtet, als es Hunden injiziert wurde. Es verursachte wie einige andere Cannabinoide einen Blutdruckabfall bei Hunden, führte jedoch nicht zu einer Rauschwirkung. Im Jahr 1999 wurde entdeckt, dass abn-CBD nicht an die damals bekannten Cannabinoidrezeptoren CB1 und CB2 bindet. Dies wurde durch Knockout-Mäuse gezeigt, bei denen die Gene, die diese Rezeptoren kodieren, inaktiviert waren. Bei Mäusen reduzierte abn-CBD jedoch trotz Inaktivierung den Blutdruck und Cannabidiol verhinderte den Blutdruckabfall. Daher wurde vorgeschlagen, dass Abn-CBD als Agonist an einen unbekannten Cannabinoid-Rezeptor bindet und Cannabidiol als kompetitiver Antagonist von Abn-CBD an diesem Rezeptor fungiert. Im Jahr 2006 wurde gezeigt, dass das endogene Cannabinoid N-Arachidonoylglycin (NAGly), ein Metabolit von Anandamid, an den damals noch wenig bekannten GPR18-Rezeptor bindet, der bei Menschen, Nagetieren und Hunden vorkommt. Der GPR18-Rezeptor wurde daher 2006 als neuer Cannabinoid-Rezeptor vorgeschlagen. Im Jahr 2010 wurde erstmals vorgeschlagen, dass abn-CBD seine blutdrucksenkende Wirkung durch die Bindung als Agonist an den GPR18-Rezeptor entfaltet.
Aufgrund fehlender Forschungsdaten hat die IUPHAR diesen Rezeptor jedoch seit Februar 2021 nicht mehr als Cannabinoid-Rezeptor klassifiziert.

## Externe Links zu erwähnten Verbindungen
1. ↑  Externe Identifikatoren von bzw. Datenbank-Links zu p-Menthadien-(2,8)-ol-(1):  CAS-Nr.: nicht vergeben, PubChem: 155626, Wikidata: Q110079063.
2. ↑  Externe Identifikatoren von bzw. Datenbank-Links zu N,N-Dimethylformamid-dineopentylacetal:  CAS-Nr.: 4909-78-8, EG-Nr.: 225-536-4, ECHA-InfoCard: 100.023.215, PubChem: 78623, ChemSpider: 70980, Wikidata: Q72470502.
3. ↑  Externe Identifikatoren von bzw. Datenbank-Links zu N-Arachidonoylglycin:  CAS-Nr.: 179113-91-8, PubChem: 5283389, ChemSpider: 4446510, Wikidata: Q18378715.